# Antonia Grunenberg
Antonia Grunenberg (nascuda el 2 de maig de 1944) és una politòloga alemanya, investigadora del totalitarisme i experta en el pensament polític de Hannah Arendt. És professora emèrita a la Universitat d'Oldenburg, on va ensenyar com a professora titular des de 1998 fins a la seva jubilació el 2009, i on va ser directora del Centre Hannah Arendt. També és editora de la sèrie de llibres Hannah Arendt Studies.
Grunenberg va obtenir el seu doctorat en filosofia a la Universitat Lliure de Berlín el 1975 i una habilitació en ciències polítiques a la Universitat RWTH d'Aquisgrà el 1986.
Grunenberg va ser nomenada pel govern federal com a membre del comitè científic de la Fundació Federal per a la Reavaluació de la Dictadura SED el 2006.

## Obres publicades
- Der Zusammenhang zwischen Linksradikalismus und Geschichtsphilosophie in Praxis und Theorie von Georg Lukacs (1918–1928), 1975
- Hannah Arendt, Martin Heidegger und Karl Jaspers. Denken im Schatten des Traditionsbruchs. In: Hannah Arendt: Verborgene Tradition – Unzeitgemäße Aktualität? Hrsg. Heinrich-Böll-Stiftung, Berlin 2007, ISBN 978-3-05-004389-0
- Hannah Arendt und Martin Heidegger. Geschichte einer Liebe., München and Zürich, 2006, ISBN 3-492-04490-5
- Hannah Arendt. In der Reihe Meisterdenker Spektrum, Freiburg 2003, ISBN 3-451-04954-6
- Der Schlaf der Freiheit. Politik und Gemeinsinn im 21. Jahrhundert. Reinbek 2002, ISBN 3-498-02477-9
- Die Lust an der Schuld. Von der Macht der Vergangenheit über die Gegenwart. Berlin: Rowohlt, 2001. ISBN 3-87134-389-7.
- Antifaschismus – Ein deutscher Mythos. Rowohlt Verlag, Reinbek 1993. ISBN 349913179X
- Aufbruch der inneren Mauer. Politik und Kultur in der DDR 1971–1989. Edition Temmen, 1990, ISBN 3-926958-44-8